# Белкеуць
Белкеуць (рум. Bălcăuţi) — село в Молдові в Бричанському районі. Є центром однойменної комуни, до складу якої також входить село Бочкеуць.
Переважна більшість населення є етнічними українцями. Згідно з переписом населення 2004 року у селі проживало 553 українця (80%).

## Історія
За даними на 1859 рік у власницькому селі Балкоуці Нижчі Хотинського повіту Бессарабської губернії, мешкало 252 осіб (124 чоловічої статі та 128 — жіночої), налічувалось 45 дворових господарств, існувала православна церква.
Станом на 1886 рік у царачькому селі Балкоуці Дежос Бричанської волості, мешкало 308 осіб, налічувалось 69 дворових господарств, існували православна церква.

## Населення

### Національність
Розподіл населення за національністю за даними перепису 2014 року:
| Мова             | Відсоток |
| ---------------- | -------- |
| українці         | 79,8%    |
| молдовани/румуни | 12,69%   |
| росіяни          | 7,22%    |
| інші             | 0,29%    |